# Allainville (Yvelines)
Allainville – miejscowość i gmina we Francji, w regionie Île-de-France, w departamencie Yvelines.
Według danych na rok 1990 gminę zamieszkiwały 273 osoby, a gęstość zaludnienia wynosiła 17 osób/km² (wśród 1287 gmin regionu Île-de-France Allainville plasuje się na 943. miejscu pod względem liczby ludności, natomiast pod względem powierzchni na miejscu 146.).